# Квалификации за Световното първенство по футбол 1934

## Накратко
За Световното първенство по футбол през 1934 г. в Италия участват общо 32 отбора, сред тях
- 21 отбора от Европа
- 4 отбора от Южна Америка
- 4 отбора от Северна и Централна Америка
- 1 отбор от Африка
- 2 отбора от Азия

Три отбора оттеглят заявленията си за участие в квалификациите и в крайна сметка само 27 отбора участват в квалификационната фаза. Домакинът на първенство, Италия, няма запазено място за шампионата изатова също участва в квалификациите; световният шампион Уругвай не участва в настоящето световно първенство.
16 места за финалите на световното първенство се разпределят по следния начин:
| 12 на Европа                     | Швеция      | Испания      | Италия    | Унгария |
|                                  | Австрия     | Чехословакия | Швейцария | Румъния |
|                                  | Нидерландия | Белгия       | Германия  | Франция |
| 2 на Южна Америка                | Бразилия    | Аржентина    |           |         |
| 1 на Северна и Централна Америка | САЩ         |              |           |         |
| 1 на Африка и Азия               | Египет      |              |           |         |

## Европа
21 европейски отбора са разпределени в 8 групи – 5 групи с 3 отбора и 2 групи с 2 отбора. От групите с три отбора се класират, с изключение на група 1, отборите на първо и второ място. При групите с два отбора място на световното първенство печели победителят от срещите.

### Група 1
Швеция играе само два мача с Естония и Литва, които и печели. Останалите срещи са маркриани с резултат 2:0 за Швеция, а срещите между Естонияи Литва не се състоят, тъй като не влияят на крайното класиране.
| Крайно класиране |         |        |       |
| №                | Страна  | Голове | Точки |
| 1                | Швеция  | 12: 2  | 8     |
| 2                | Литва   | 0: 4   | 0     |
| 3                | Естония | 2: 8   | 0     |

Резултати:
| 11.06.1933 | Стокхолм | Швеция  | – | Естония | 6:2 (4:0) |
| 29.06.1933 | Каунас   | Литва   | – | Швеция  | 0:2 (0:0) |
|            |          | Естония | – | Швеция  | 0:2*      |
|            |          | Швеция  | – | Литва   | 2:0*      |

* служебен резултат

### Група 2
Резултати:
| 11.03.1934 | Мадрид  | Испания    | – | Португалия | 9:0 (3:0) |
| 18.03.1934 | Лисабон | Португалия | – | Испания    | 1:2 (1:2) |

### Група 3
След първата среща срещу Италия, загубена с 0:4, отборът на Гърция се отказва от домакинската си среща. Причина за това е и фактът, че италианските официални лица плащат на гръцката федерация 700 000 драхми, за да не се състои срещата в Атина, тъй като дългото пътуване ще попречи на италианците да се подготвят добре за финалите на световното първенство.

Резултати:
| 25.03.1934 | Милано | Италия | – | Гърция | 4:0 (2:0) |

### Група 4
| Крайно класиране |          |        |       |
| №                | Страна   | Голове | Точки |
| 1                | Унгария  | 8: 2   | 4     |
| 2                | Австрия  | 6: 1   | 2     |
| 3                | България | 3: 14  | 0     |

Резултати:
| 25.03.1934 | София    | България | – | Унгария  | 1:4 (1:1) |
| 25.04.1934 | Виена    | Австрия  | – | България | 6:1 (3:0) |
| 29.04.1934 | Будапеща | Унгария  | – | България | 4:1 (1:0) |

Останалите срещи не се състоят, тъй като няма да повлияят на крайното класиране

### Група 5
След загубата си в първата среща отборът на Полша не се явява за втората, тъй като полското правителство не издава нужните разрешения за пътуване. Причина за това са граничните спорове между двете страни. Реванът е маркиран с 2:0 служебна победа за Чехословкаия.
Резултати:
| 15.10.1933 | Варшава | Полша        | – | Чехословакия | 1:2 (0:1) |
| 15.04.1934 | Прага   | Чехословакия | – | Полша        | 2:0 *     |

* служебен резултат

### Група 6
Срещата, определяща победителя в групата, между Швейцария и Румъния завършва наравно (2:2 (0:1)). тъй като Румъния използва в тази среща неправомерен играч, в крйана смекта е определено служебна победа с 2:0 и 2 точки за Швейцария.
| Крайно класиране |           |        |       |
| №                | Страна    | Голове | Точки |
| 1                | Швейцария | 4: 2   | 3     |
| 2                | Румъния   | 2: 3   | 2     |
| 3                | Югославия | 3: 4   | 1     |

Резултати:
| 24.09.1933 | Белград | Югославия | – | Швейцария | 2:2 (0:0) |
| 29.10.1933 | Берн    | Швейцария | – | Румъния   | 2:0*      |
| 29.04.1934 | Букурещ | Румъния   | – | Югославия | 2:1 (1:0) |

* служебна победа

### Група 7
| Крайно класиране |                    |        |       |
| №                | Страна             | Голове | Точки |
| 1                | Холандия           | 9: 4   | 4     |
| 2                | Белгия             | 6: 8   | 1     |
| 3                | Република Ирландия | 6: 9   | 1     |

Резултати:
| 25.02.1934 | Дъблин    | Ирландия | – | Белгия   | 4:4 (1:3) |
| 08.04.1934 | Амстердам | Холандия | – | Ирландия | 5:2 (1:1) |
| 28.04.1934 | Антверпен | Белгия   | – | Холандия | 2:4 (0:0) |

### Група 8
След като става ясно, че отборите на Германия и Франция се класират за световното първенство, срещата помежду им не се състои.
| Крайно класиране |            |        |       |
| №                | Отбор      | Голове | Точки |
| 1                | Германия   | 9: 1   | 2     |
| 2                | Франция    | 6: 1   | 2     |
| 3                | Люксембург | 2: 15  | 0     |

Резултати:
| 11.03.1934 | Люксембург | Люксембург | – | Германия | 1:9 (1:5) |
| 15.04.1934 | Люксембург | Люксембург | – | Франция  | 1:6 (0:2) |

## Южна Америка
В Южна Америка са предвидени две групи. Тъй като отборите на Перу и Чили се отказват от участие, то отборите на Бразилия и Аржентина се класират без да играят квалификационни срещи.

### Група 9
Резултати:
| Бразилия | – | Перу | не се провежда |

### Група 10
Резултати:
| Аржентина | – | Чили | не се провежда |

## Северна и Централна Америка
Четирите отбора играят три кръга в една група. Първият и вторият кръг се състоят от три срещи, докато третият кръг е само един мач. В крайна сметка отборът на САЩ успява да се класира след изиграните срещи.

### Група 11
Резултати:
Кръг 1
| 28 януари 1934 | Порт о Пренс | Хаити | – | Куба | 1:3 (0:1) |
| 01.02.1934     | Порт о Пренс | Хаити | – | Куба | 1:1 (1:0) |
| 04.02.1934     | Порт о Пренс | Хаити | – | Куба | 0:6 (0:3) |

Кръг 2
| 04.03.1934 | Мексико Сити | Мексико | – | Куба | 3:2 (3:1) |
| 11.03.1934 | Мексико Сити | Мексико | – | Куба | 5:0 (3:0) |
| 18.03.1934 | Мексико Сити | Мексико | – | Куба | 4:1 (2:1) |

Кръг 3
| 24.05.1934 | Рим | САЩ | – | Мексико | 4:2 (2:1) |

## Близкия изток
Поради оттеглянето на отбора на Турция остават само тимовете на Египет и Палестина, които се борят за едно място на финалите. Египет успява да надделее в двете срещи.

### Група 12
Резултати:
| 16.03.1934 | Кайро     | Египет                 | –      | Палестина/Еретц Израел | 7:1 (4:0)  |            |
| 06.04.1934 | Йерусалим | Палестина/Еретц Израел | –      | Египет                 | 1:4 (0:4)  |            |
|            |           | Турция                 | Турция | Турция                 | оттегля се | оттегля се |